# Selat Besar
Selat Besar is een bestuurslaag in het regentschap Labuhan Batu van de provincie Noord-Sumatra, Indonesië. Selat Besar telt 4553 inwoners (volkstelling 2010).